# Grasseichthys gabonensis
Grasseichthys gabonensis ist ein sehr kleiner Süßwasserfisch, der in Gabun an verschiedenen Orten im Stromgebiet des Ogowe und im Ivindo vorkommt.

## Merkmale
Der Fisch wird nur 2,1 cm lang und besitzt einen schlanken, seitlich abgeflachten Körper und einen kleinen Kopf mit einem endständigen Maul und großen Augen. Die Körperhöhe beträgt bei Weibchen 17,9 bis 20 % der Standardlänge, bei Männchen 18,0 bis 22,7 %. Der Kopf erreicht 18,0 bis 22,7 % der Standardlänge, der Abstand zwischen den Augen 11,9 bis 12,9 % der Kopflänge. Grasseichthys gabonensis ist schuppenlos und fast durchsichtig. Nur wenige verstreute Melanophoren, vor allem auf der Rücken- und Bauchseite und entlang einer Mittellinie an den Körperflanken, mustern den Körper. Ein rautenförmiger, dunkler Fleck liegt auf der Schwanzflossenwurzel. Auch die Flossenstrahlen sind dunkel. 
Zähne fehlen. Der Kiemenraum wird unten von zwei Branchiostegalstrahlen geschützt. Die Kiemenöffnungen sind klein und befinden sich oberhalb des Brustflossenansatz. Die Brustflossen liegen weit unten. Der Schwanzflossenstiel ist lang und oben und unten mit je einem Kiel aus transparentem Gewebe versehen, die offenbar aus der nach vorn verlängerten Schwanzflossenmembran entstanden sind. Der bauchseitige Kiel ist mehr entwickelt, die Schwanzflosse gegabelt. Von den 16 Flossenstrahlen der Schwanzflosse sind jeweils einer auf der Rücken- und Bauchseite unverzweigt, die anderen verzweigt. Ein Seitenlinienorgan fehlt, das Epibranchialorgan ist nach unterschiedlichen Quellen reduziert oder fehlt vollständig.
- Flossenformel: Rückenflosse iii/4–5; Afterflosse iii/6–7.

## Systematik
Grasseichthys gabonensis wird in die Familie der Kneriidae gestellt und gilt wegen seines larvenhaften Aussehens als pädomorpher Kneriide. Die Grasseichthys-Population im zentralen Kongobecken bildet eine weitere, bisher unbeschriebene Grasseichthys-Art.

## Gefährdung
Die Population im Ivindo ist durch Verschmutzung, die durch den Bergbau verursacht wird, gefährdet.